# 1938 год в истории изобразительного искусства СССР
1938 год был отмечен рядом событий, оставивших заметный след в истории советского изобразительного искусства.

## События
- 20 января в Москве в залах «Всекохудожника» (Кузнецкий мост, 11) открылась «Выставка живописи, скульптуры и графики художников — контрактантов 1937 года». Среди 153 работ 117 авторов экспонировались произведения Василия Бакшеева, Николая Крымова, Павла Кузнецова, Александра Куприна, Аристарха Лентулова, Михаила Маторина, Ильи Машкова, Георгия Нисского, Александра Осмёркина, Петра Петровичева, Петра Покаржевского, Павла Радимова, Мартироса Сарьяна, Леонарда Туржанского, Надежды Удальцовой, Баки Урманче, Василия Хвостенко, Семёна Чуйкова и других художников[1].

- В феврале в Ленинграде в помещении клуба театральных работников открылась «Выставка работ женщин-художников». Среди 150 работ 62 авторов экспонировались произведения Астаповой Д. М., Гагариной Л. И., Давид Т. Н., Джагуповой М. М., Кругликовой Е. С., Семёновой-Тян-Шанской В. Д. и других художниц[2].

- 6 мая в Москве открылась художественная выставка «XX лет РККА и Военно-морского флота». Среди 401 работы 256 авторов экспонировались произведения Михаила Авилова, Самуила Адливанкина, Василия Бакшеева, Петра Белоусова, Константина Богаевского, Фёдора Богородского, Исаака Бродского, Петра Бучкина, Александра Дейнеки, Николая Дормидонтова, Александра Любимова, Юрия Непринцева, Владимира Серова, Рудольфа Френца, Анатолия Яр-Кравченко, Константина Юона и других художников[3].

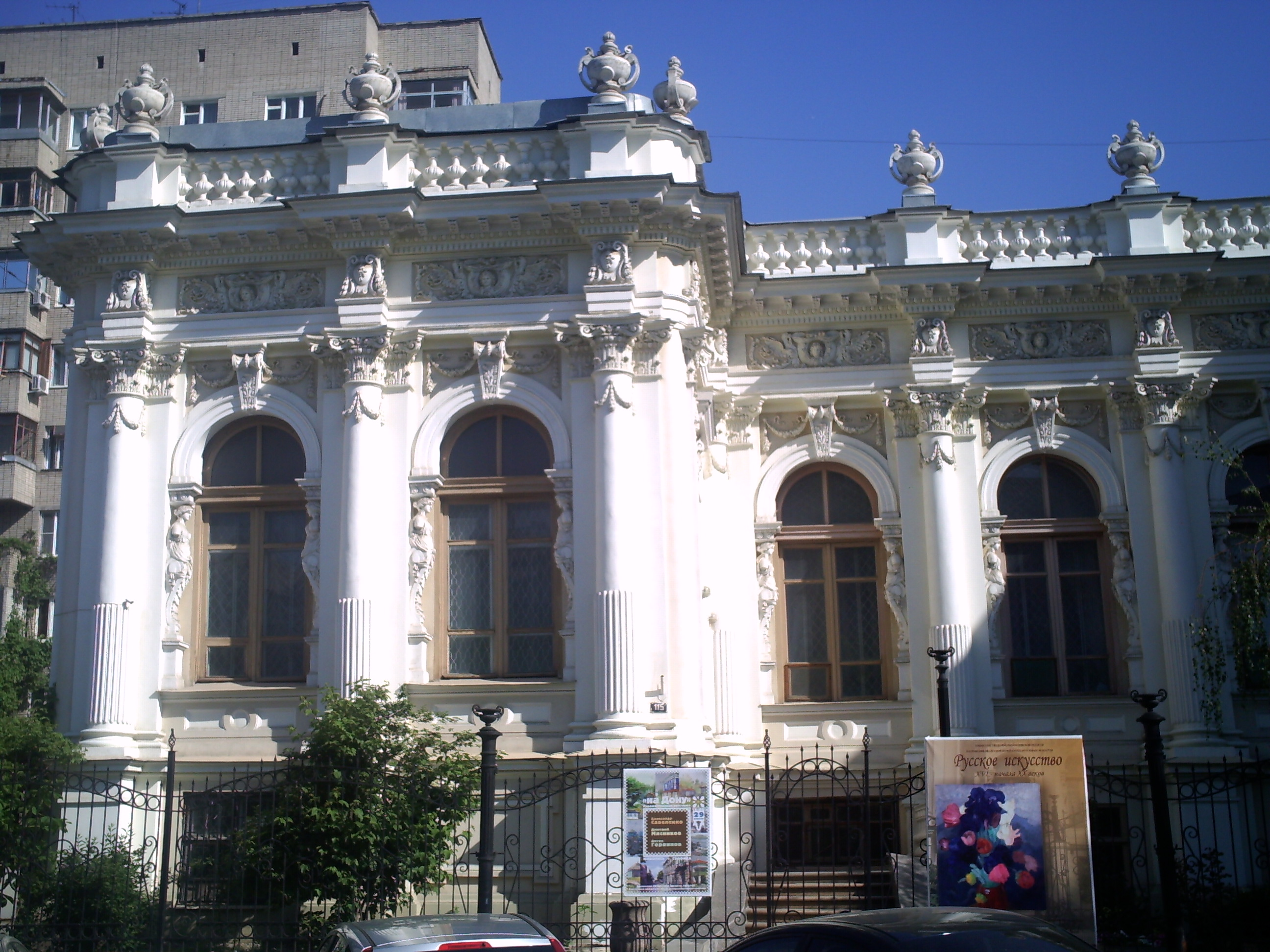
Ростовский областной музей изобразительных искусств

- В июле в Ленинграде в выставочных залах Ленинградского Союза художников открылась выставка работ художников Ленизо, занимавшихся в кружках повышения квалификации. Экспонировались произведения 49 авторов[4].

С. Д. Меркуров. Памятник И. В. Сталину

- Скульптором С. Д. Меркуровым созданы из розового гранита скульптуры В. И. Ленина и И. В. Сталина, представлявшие собой уменьшенные копии его же памятников, установленных в 1937 году в Дубне на канале имени Москвы. Годом позже обе скульптуры экспонировались в советском павильоне на Всемирной выставке 1939 года в Нью-Йорке. Впоследствии Памятник В. И. Ленину был установлен в Киеве на Бессарабской площади. Памятник И. В. Сталину по решению Московского Городского Совета народных депутатов от 24 октября 1991 года был перенесён в Парк Искусств.

- Открыт Ростовский областной музей изобразительных искусств. C 1958 года занимает здание бывшего особняка известного адвоката А. П. Петрова, построенное в 1898 году по проекту архитектора Н. А. Дорошенко[5].

- В октябре в Ленинграде в залах Академии художеств открылась «Выставка дипломных работ выпускников ВАХ 1938 года». Экспонировались работы Петра Васильева, Михаила Железнова, Анатолия Казанцева, Юрия Непринцева и других художников — выпускников института[6][7].

## Родились
- 16 января — Абрамян Виктор Ашотович, российский советский живописец (ум. в 2008).
- 26 января — Латышев Михаил Иванович, российский советский живописец.
- 1 августа — Иванов Константин Кириллович, российский советский живописец.
- 17 августа — Левенталь Валерий Яковлевич, российский театральный художник, Народный художник СССР.
- 13 октября — Михайлова Инна Степановна, российский советский живописец (ум. в 1997).
- 25 ноября — Аввакумов Михаил Николаевич, российский художник-график и педагог, член-корреспондент Российской академии художеств, Заслуженный деятель искусств Российской Федерации.

## Скончались
- 5 февраля — Виноградов Сергей Арсеньевич, русский живописец и педагог, действительный член ИАХ (род. в 1869).
- 26 февраля — Древин Александр Давыдович, русский советский художник (род. в 1889).
- 12 мая — Яковлев Александр Евгеньевич, русский живописец (род. в 1887).

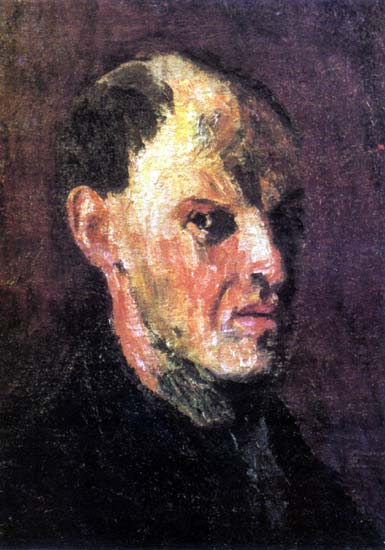
Александр Древин
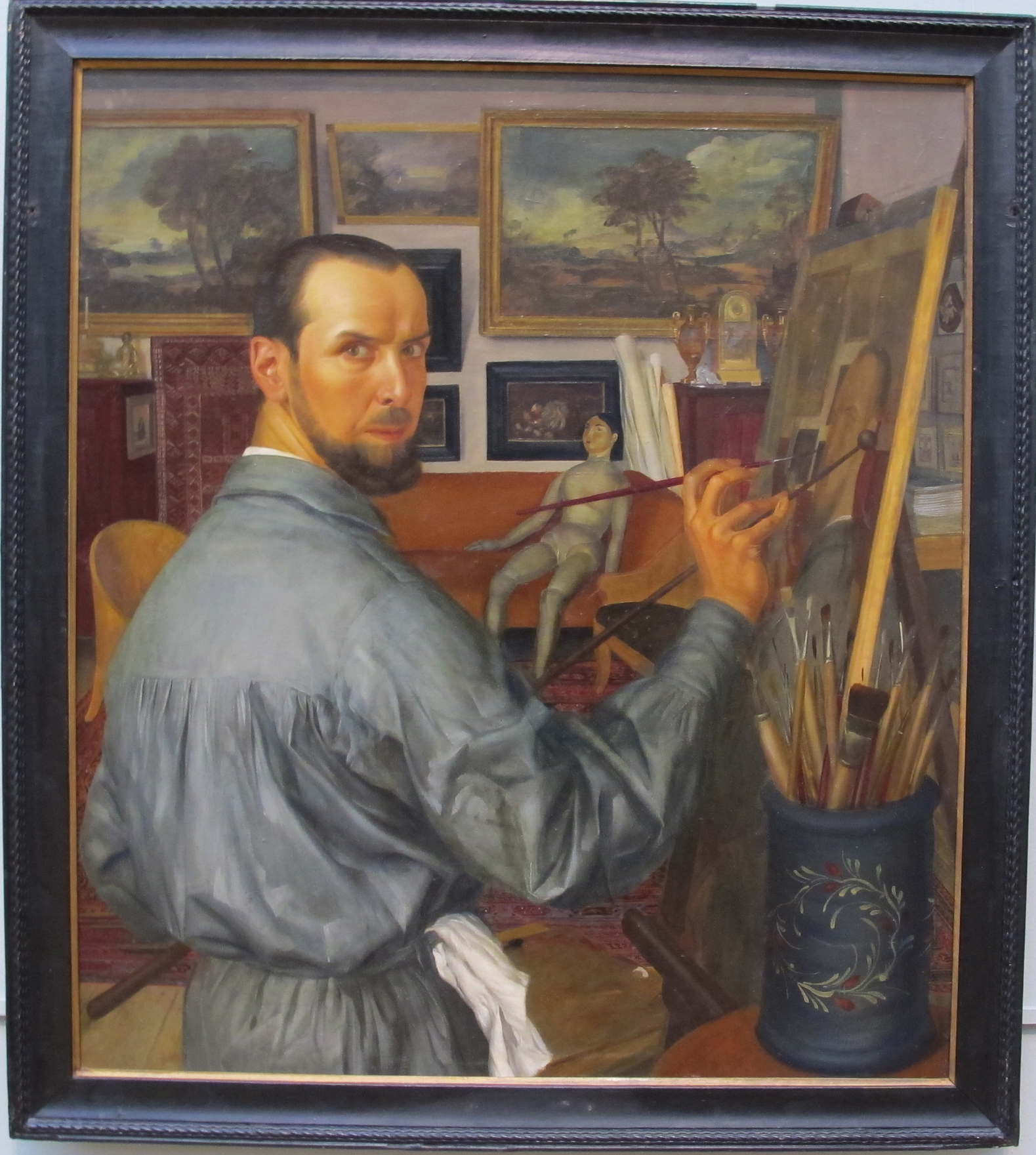
Александр Яковлев